# Dykes on Bikes

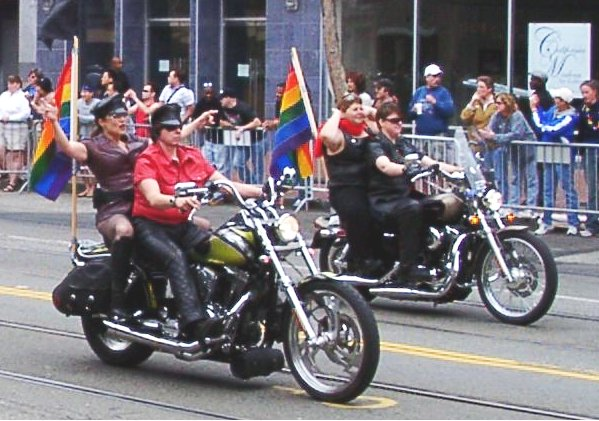
Dykes on Bikes encabezando la Marcha del Orgullo de San Francisco de 2005.

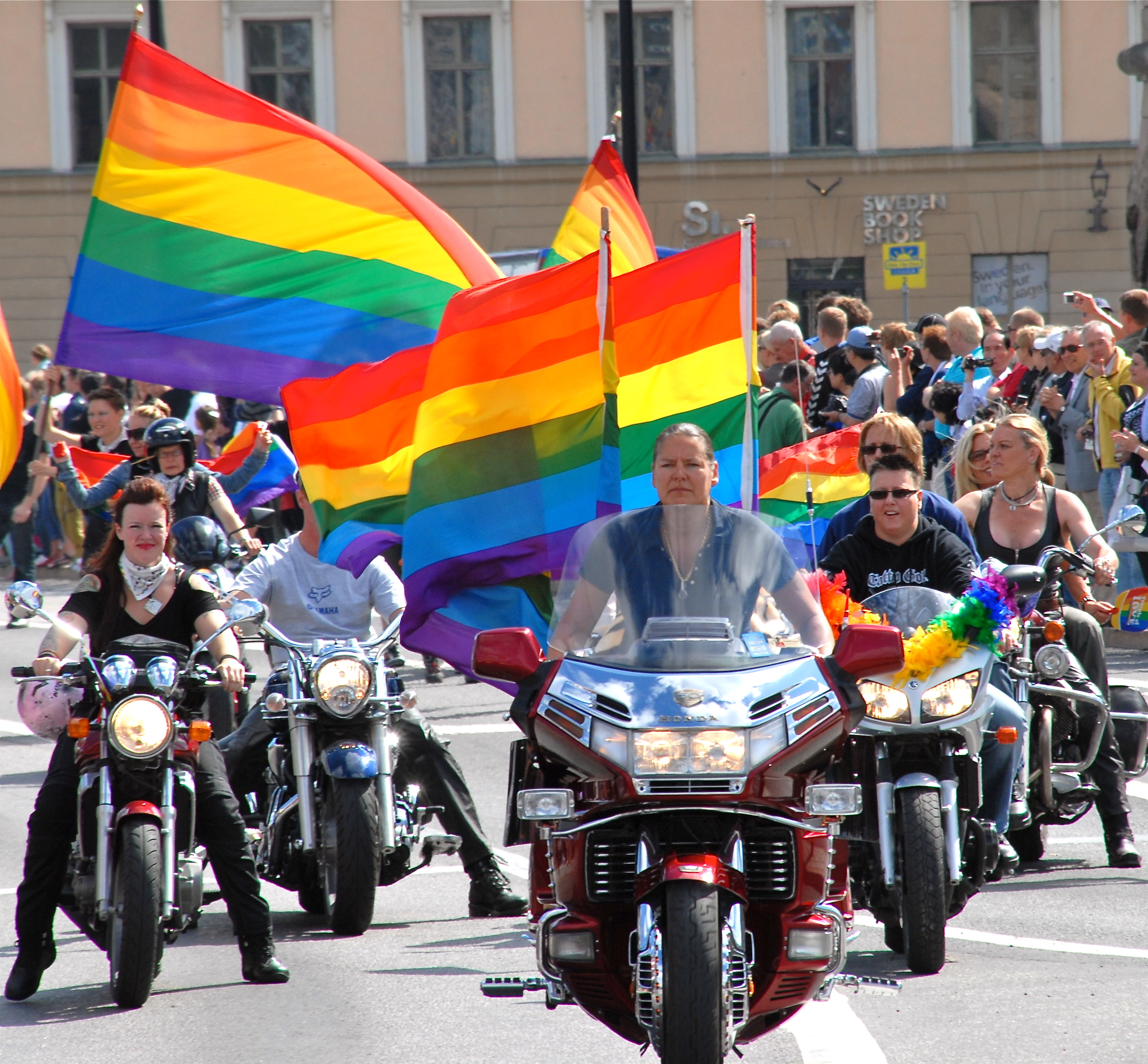
Dykes on Bikes liderando el desfile del Orgullo de Estocolmo en 2010.

Dykes on Bikes (DOB) es un club de motociclistas lesbianas autorizado con 22 capítulos, numerosas afiliaciones y estado 501(c)(3) sin fines de lucro. Son conocidas por su participación en eventos del orgullo LGTB+, como las marchas del orgullo, y eventos significativos LGBTQ+ como los Gay Games.
Las ruidosas motocicletas y la presencia permanecen al frente del desfile por razones logísticas y de seguridad, y hoy en día se celebra un lugar de honor como símbolo de orgullo, desafío, liberación y empoderamiento LGBT. Los contingentes son ferozmente independientes y autosuficientes en las tradiciones feministas y del hágalo usted mismo y han sido estudiados como un fenómeno social como una "forma compleja y de múltiples capas de resistencia cultural relacionada con el consumo que crea conciencia sobre la injusticia social e informa discursivamente los significados sociales en la vida cotidiana fuera de las fiestas".
Junto con las drag queens, Dykes on Bikes ha sido criticado por no presentar una imagen más aceptable de la cultura LGBT. Los partidarios, sin embargo, responden que son íconos muy visibles del orgullo gay que se niegan a asimilarse y ajustarse a los roles de género de la sociedad dominante y, de hecho, recuerdan a las marimachos ("butch") y reinas ("queens") que ayudaron a liderar los disturbios de Stonewall que lanzaron el movimiento moderno por los derechos de los homosexuales.
Dykes on Bikes ha sido criticado por usar el término dyke en su nombre. Al registrar su nombre como marca comercial en los Estados Unidos, el grupo enfrentó una batalla para demostrar que la palabra dyke y términos relacionados, como diesel-dyke, bull-dyke y bull-dagger, de hecho, se han reapropiado. como términos autorreferenciales de cariño y empoderamiento distintos de lesbianas y, de hecho, los premios y eventos que utilizan esos nombres ahora son utilizados por la comunidad LGBT. De acuerdo con la tradición del rechazo de los motociclistas a las normas de la clase media estadounidense, las Dykes on Bikes enseñan, con el ejemplo, que las mujeres pueden ser masculinas y desafiar las expectativas sexuales y culturales dominantes de lo que es una mujer y lo que ella puede hacer y lograr.

## Historia

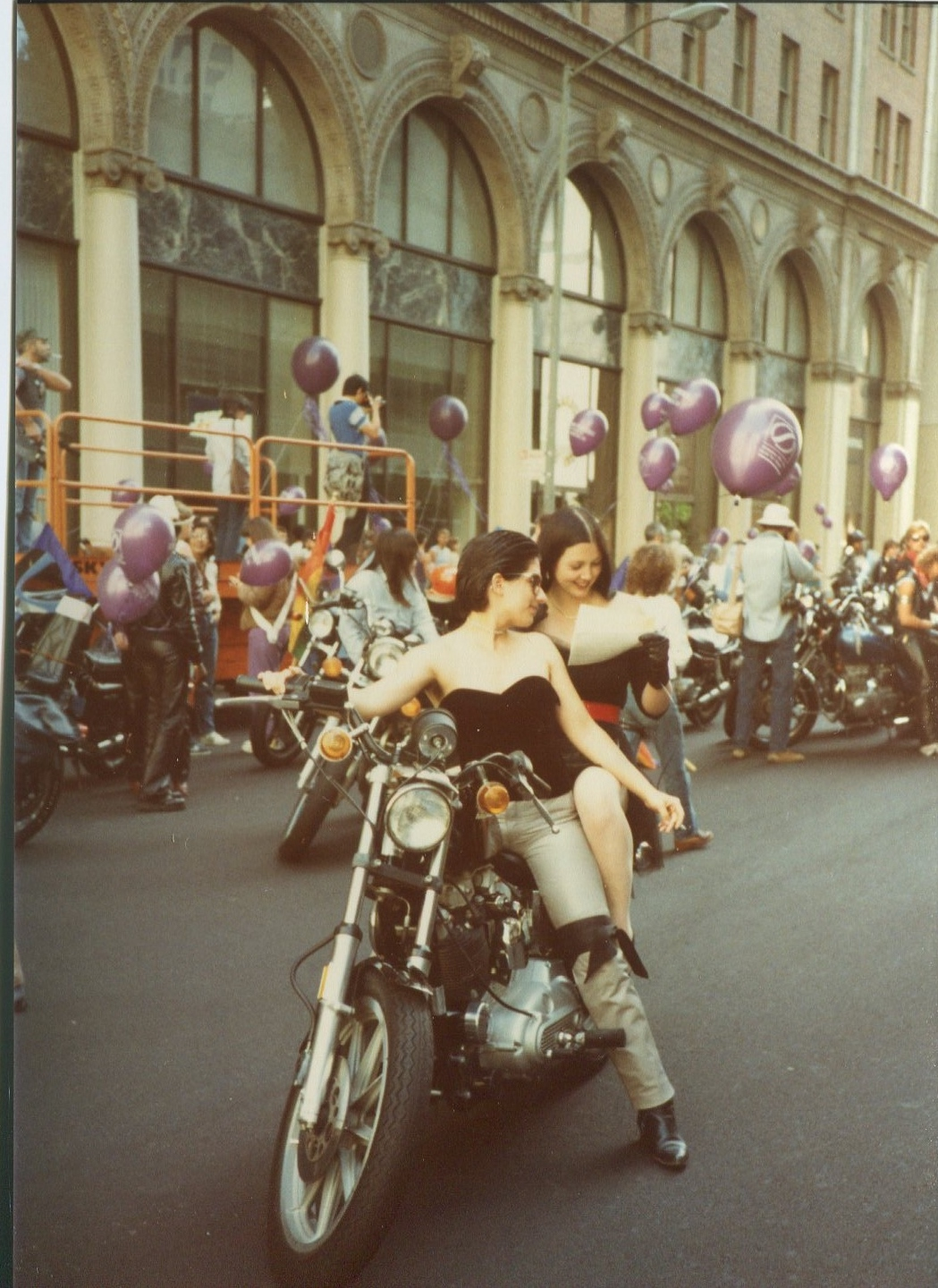
Marcha del Orgullo de San Francisco en 1983.

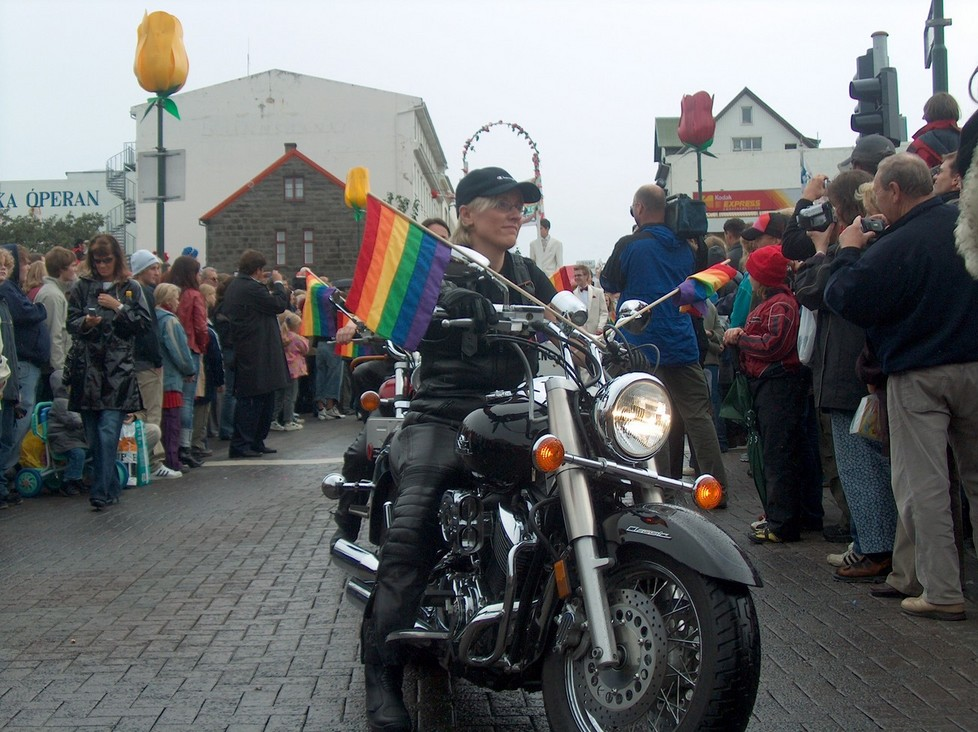
Dykes On Bikes en el Orgullo de Reikiavik de 2004 en Islandia.

El término "Dykes on Bikes" se acuñó en la primera reunión de la Marcha del orgullo LGBT de San Francisco en 1976. La conexión entre lesbianas y motociclistas, sin embargo, existía antes de este nombramiento oficial. Las motocicletas han aparecido regularmente en la ficción lésbica, y el término a veces se usa de forma despectiva contra cualquier mujer motociclista que no esté con un hombre.
Según los historiadores de Harley-Davidson, las motociclistas hacían todo lo que hacían los hombres, desde montar largas distancias hasta disfrutar de paseos perezosos los domingos por la tarde con amigos.

### Segunda Guerra Mundial

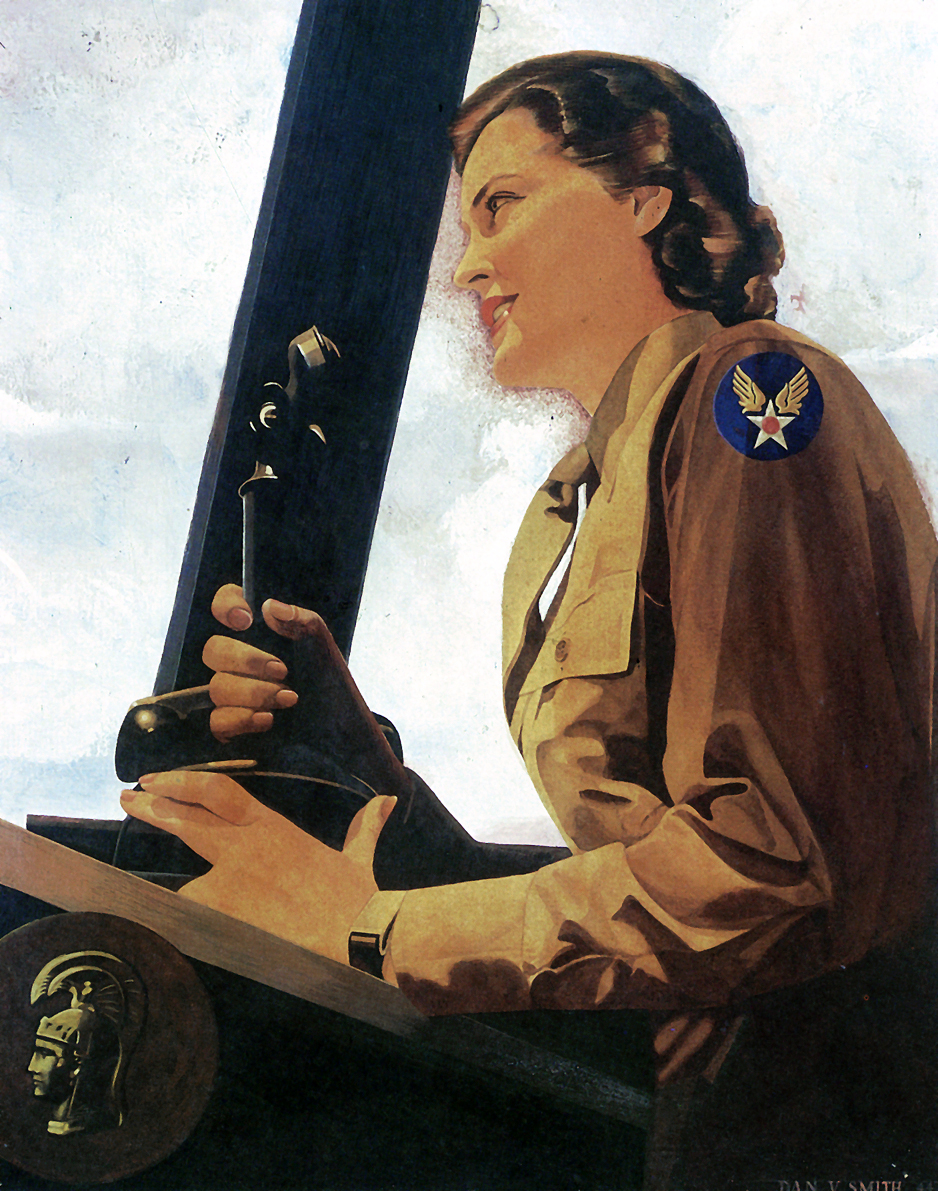
Pintura de 1943 de una controladora aérea del WAC durante la Segunda Guerra Mundial.

Cuando Estados Unidos entró en la Segunda Guerra Mundial en 1941, las mujeres tuvieron la oportunidad de ser voluntarias para su país y casi 250 000 mujeres sirvieron en las fuerzas armadas, principalmente en el Cuerpo de Mujeres del Ejército (Women's Army Corps, WAC), dos tercios de las cuales eran solteras y menores de veinticinco años. Las mujeres fueron reclutadas con carteles que mostraban mujeres musculosas y de pelo corto que vestían uniformes ajustados a la medida. Bessie Stringfield, una motociclista afroamericana pionera, se unió a una unidad de despacho de motocicletas del ejército.
Muchas lesbianas se unieron al WAC para conocer a otras mujeres y hacer "trabajo de hombres". Pocas fueron rechazadas por lesbianismo y encontraron que ser fuertes o tener apariencia masculina, características asociadas con ser lesbianas, ayudaban en el trabajo como mecánicos y operadores de vehículos motorizados. Un anuncio popular de Fleischmann's Yeast mostraba a una integrantes del WAC conduciendo una motocicleta con el título "Este no es momento para ser frágil". Algunas reclutas aparecían en sus inducciones vistiendo ropa de hombre y con el cabello engominado hacia atrás al clásico estilo butch de las lesbianas de la época.

### Primera aparición

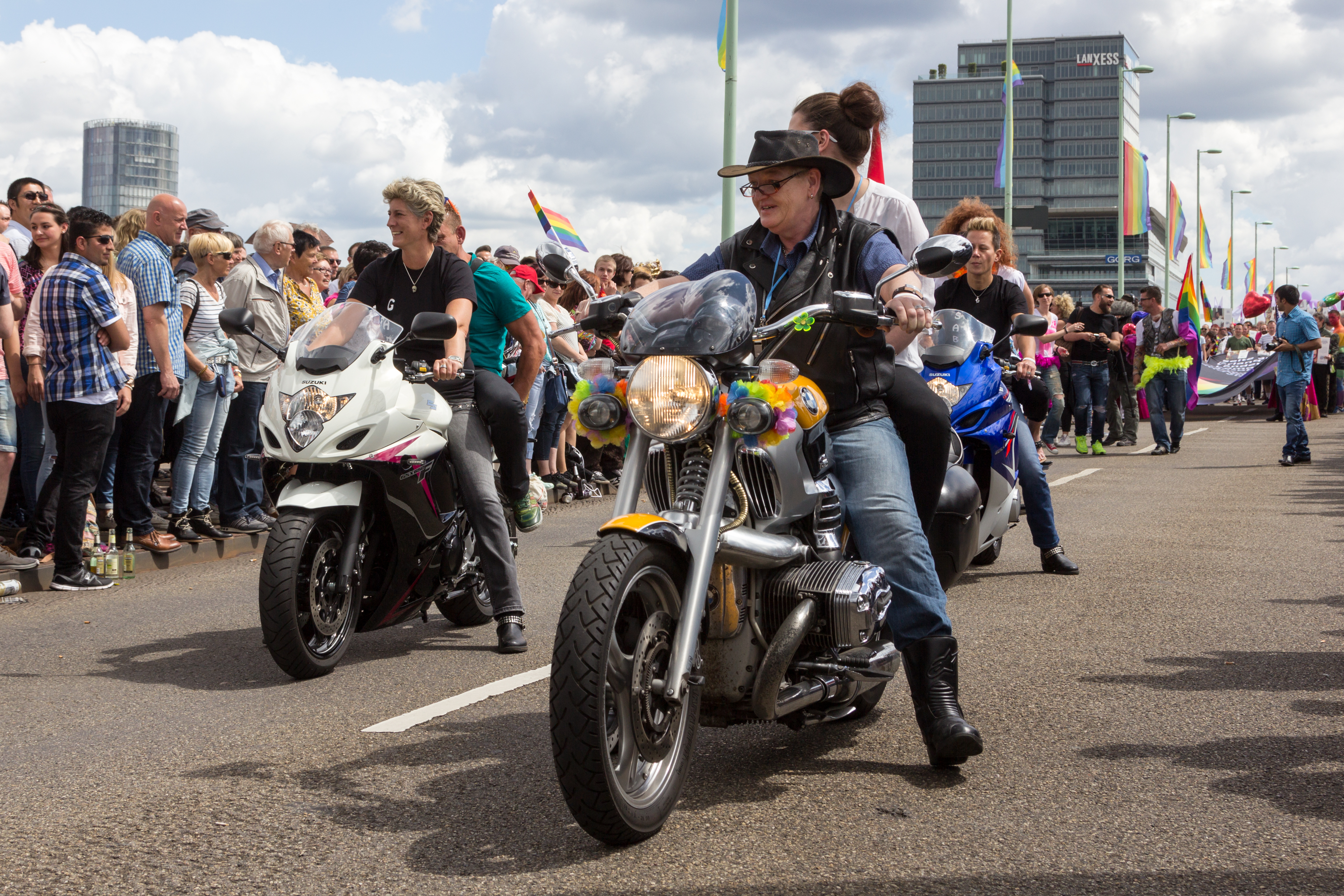
Dykes on Bikes encabezando el Orgullo de Colonia en 2016.

La primera aparición formal de Dykes on Bikes fue en 1976 en la Marcha del Orgullo de San Francisco, donde las motociclistas ocuparon el primer lugar ya que las motocicletas no siempre corrían de manera confiable al mismo ritmo que el resto del desfile y, como primer contingente, eran capaz de moverse más rápido. Aunque el grupo original se identificó a sí mismo como Dykes on Bikes y era conocido como tal, a lo largo de los años han utilizado el Contingente de Mujeres Motociclistas/Dykes on Bikes para abarcar a quienes se identificaron como homosexuales, lesbianas, bisexuales, transgénero o cualquiera de los términos más flexibles con el género como femme, andrógino, genderqueer, no binario, género fluido y boi.
La integrante fundadora Soni Wolf iba a ser la Gran Mariscal de la comunidad durante el desfile del Orgullo de San Francisco en 2018. Aunque Wolf falleció en abril de 2018, sus amigos cercanos la representaron en el desfile de 2018 al llevar el tanque de motocicleta pintado a medida del vehículo que ella montaba durante el viaje inaugural en 1976.

## Fenómeno mundial

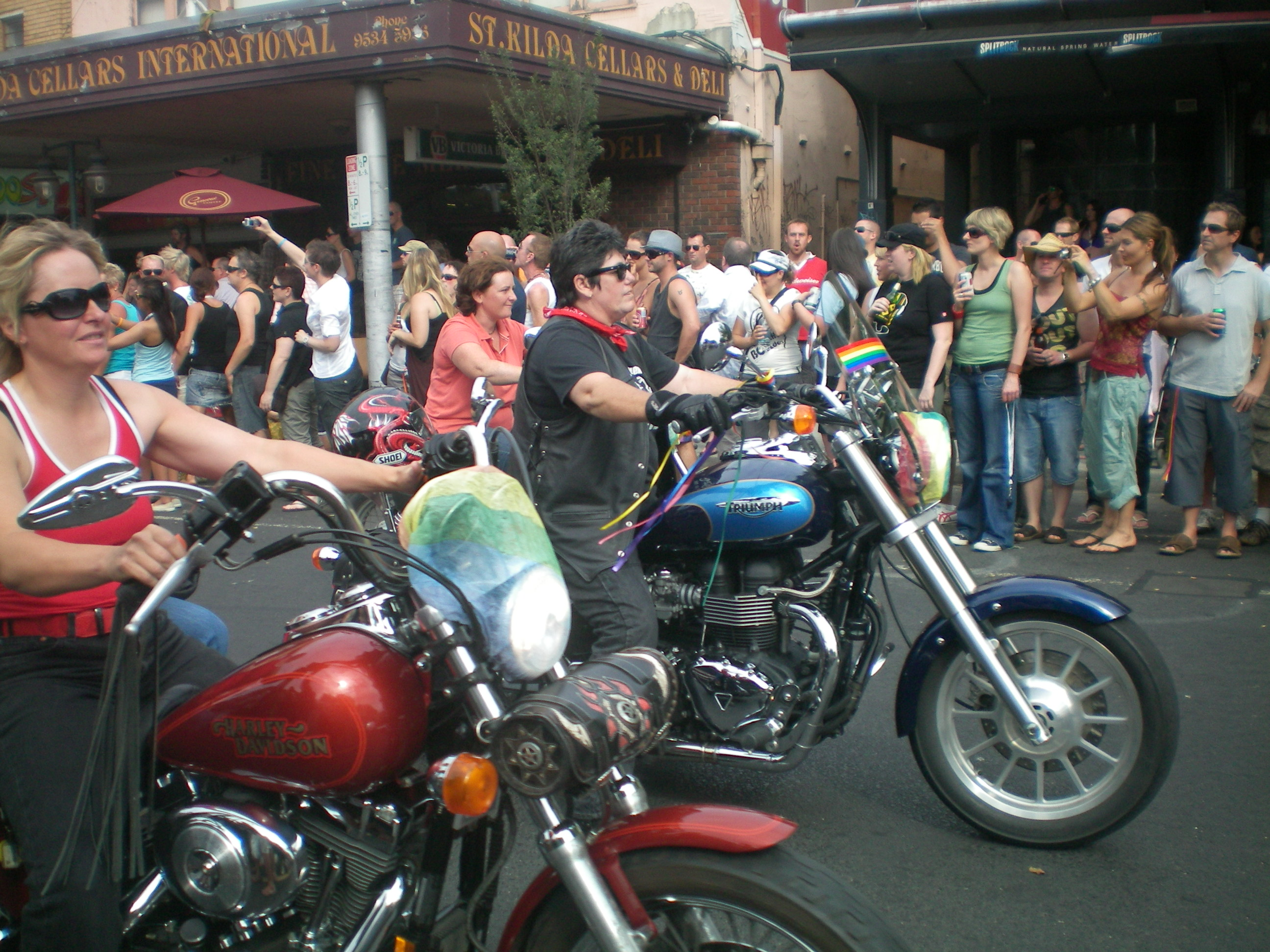
Dykes on Bikes en el Midsumma Festival de 2009.

Dykes on Bikes ha liderado marchas como desfiles del orgullo gay, eventos de los Gay Games y protestas desde su creación en 1976. Las "Dyke Marches" se han convertido en un evento popular del Orgullo en todo el país, con Dykes on Bikes a menudo liderando las marchas. Los eventos de Dyke March generalmente no son comerciales, a menudo en marcado contraste con los eventos del orgullo patrocinados por empresas, y generalmente incluyen a mujeres lesbianas, bisexuales y trans. Los contingentes del DOB han encabezado desfiles del orgullo en todo el mundo desde San Francisco hasta Melbourne, París, Londres, Tokio, Toronto, Vancouver, Sídney, Zúrich, Tel Aviv y Grecia.

## Batalla legal para registrar DOB como marca
Normalmente, la Oficina de Patentes y Marcas Registradas de Estados Unidos (PTO), en virtud de la Sección 2(a) de la Ley Lanham, no considerará el registro de una marca comercial propuesta que contenga un término que sea denigrante para un grupo de personas. Esto presenta un problema para la PTO cuando un grupo intenta registrar una marca que contiene un término despectivo, como se hizo con DOB. El 20 de febrero de 2004, la PTO rechazó el registro de la marca 'Dykes on Bikes' bajo la Sección 2(a) de la Ley de Marcas Registradas, explicando que una persona razonable de sensibilidad ordinaria reconocería que el término "dyke" es denigrante y objetable para comunidades de lesbianas, gays, bisexuales y transexuales.
El 13 de noviembre de 2006, Dykes on Bikes ganó la batalla para registrar el nombre, después de haber luchado desde 2003 para persuadir al PTO de que "dyke" no era ofensivo para la comunidad lesbiana. En 2005, después de una prolongada batalla judicial que involucró testimonios sobre el papel cambiante de la palabra en la comunidad lesbiana, la Junta de Apelaciones y Juicios de Marcas Registradas permitió que el grupo registrara su nombre.
La defensa señaló que durante el período de tiempo de 2000 a 2005, la PTO había aprobado marcas para "Crippled Old Biker Bastards", "Biker Bitch", "Whore" y "Evil Pussy", así como "TechnoDyke", "Homo Depot", "Queer Shop", Queer Eye for the Straight Guy y Queer as Folk. El bufete de abogados Brooke Oliver que representó al SFWMC también señaló lo absurdo del fallo de rechazo inicial citando las propias regulaciones de la PTO de que "las percepciones del público en general son irrelevantes" y, de hecho, la prueba de "si una marca es denigrante y/u ofensiva es la percepción de las personas a las que se refiere y/o identifica esa marca, en este caso particular, son las mujeres -o más específicamente las lesbianas, bisexuales y transgénero- que montan motocicletas en las Marchas del Orgullo Gay y quienes estarían utilizando el término".
En 2007, después de que la PTO concediera la aprobación, el grupo se enfrentó a un nuevo desafío por parte de un abogado, Michael McDermott. McDermott demandó al grupo y calificó el nombre de "despreciativo para los hombres" y "escandaloso e inmoral". McDermott declaró su oposición a cualquier grupo asociado con la Dyke March anual, en el que él y todos los hombres están sujetos a ataques criminales y violaciones de los derechos civiles. Afirmó que la palabra "dyke" está asociada con un "profundo odio obsesivo hacia los hombres y el género masculino". El tribunal determinó que los hombres no tenían motivos para sentirse ofendidos por el término.